# Château des Fresnes
Le château des Fresnes est un édifice situé à Campigny, en France.

## Localisation
Le monument est situé dans le département français du Calvados, à 500 mètres au sud du bourg de Campigny.

## Historique
Le château actuel date en grande partie du XVIIIe siècle. Il est depuis propriété de la famille Bauquet-Surville, marquis de Campigny, et de leurs descendants depuis 1772
.

## Architecture
Le colombier à lanternon est inscrit au titre des Monuments historiques depuis le 2 juillet 1927.